# Carlo Montano
Carlo Montano (* 25. září 1952 Livorno, Itálie) je bývalý italský sportovní šermíř, který se specializoval na šerm fleretem. Pochází ze šermířské rodiny. Bratr Mario Tullio Montano, strýc Aldo Montano, bratranec Mario Aldo Montano a synovec Aldo Montano reprezentovali Itálii v šermu šavlí. Itálii reprezentoval v sedmdesátých a osmdesátých letech. Na olympijských hrách startoval v roce 1972 v soutěži družstev a v roce 1976 v soutěži jednotlivců a družstev. V roce 1980 přišel o olympijské hry kvůli bojkotu některých italských složek vrcholového sportu. V roce 1974 obsadil druhé a v roce 1977 třetí místo na mistrovství světa v soutěži jednotlivců. S italským družstvem fleretistů vybojoval na olympijských hrách 1976 stříbrnou olympijskou medaili. S družstvem vybojoval třikrát druhé (1977, 1979, 1981) a dvakrát třetí (1975, 1982) místo na mistrovství světa.